# Quinta da Família Bívar Cumano
A Quinta da Família Bívar Cumano, igualmente conhecida como Quinta Bívar Cúmano
ou Quinta do Rio Seco, é uma quinta histórica situada junto à cidade de Faro, na freguesia de Faro (Sé e São Pedro), na região do Algarve, em Portugal.
A nora, tanque e portal anexos da Quinta estão classificados como Imóvel de Interesse Municipal desde 1993.

## Descrição e história
Segundo o investigador Horta Correia, era um exemplo de uma quinta de recreio, um tipo de complexo introduzido a partir do século XVIII no Algarve, que além de servir como estrutura de produção agrícola, também servia como habitação de lazer. Um outro exemplar deste tipo em Faro foi a Horta dos Macacos.
Em Abril de 1985, o deputado Carlos Brito, do Partido Comunista Português, chamou a atenção para um apelo do conselho superior regional da Casa do Algarve, devido à ameaça de demolição da Quinta do Rio Seco pela Junta Autónoma das Estradas, no sentido de modificar o traçado da Estrada Nacional 125. Numa tentativa de salvar a quinta, tinha sido proposta a sua classificação por parte do Instituto Português do Património Cultural, iniciativa que contou com o apoio do Partido Comunista. Porém, apesar destes esforços, o edifício do solar foi demolido ainda na década de 1980.
A Quinta do Rio Seco está situada entre Faro e Olhão, junto à Estrada Nacional 125, sendo considerada parte da zona envolvente à Ria Formosa.